# هسته یکپارچه

ساختار هسته‌های یکپارچه هسته، میکروکرنل و سیستم عامل هسته ترکیبی

هستهٔ یکپارچه یا هستهٔ مونولیتیک (به انگلیسی: Monolithic kernel) نوعی معماری سیستم عامل است، که کل سیستم عامل در حالت سوپروایز و در فضای هسته فعالیت می‌کند. هستهٔ یکپارچه فضای مجازی را بالاتر از سخت‌افزار رایانه به وجود می‌آورد و در مقابل معماری‌هایی مثل ریزهسته مطرح می‌شود. این فضا شامل درخواست‌های سیستمی اولیه و ابتدایی است که برای همهٔ سرویس‌های سیستم عامل مانند مدیریت پروسه، هم‌زمانی و مدیریت حافظه مورد نیاز است هم‌زمان برای راه‌اندازها ماژول‌های مناسب را در اختیار می‌گذارد. تفاوت اصلی این معماری با میکروکرنل در همین مورد بالا است.

## ماژول‌های قابل بارگیری
سیستم عامل‌های ماژولار مانند OS-9 و مدرن‌ترین سیستم عامل‌های یکپارچه مانند OpenVMS، Linux، BSD، SunOS، AIX و MULTICS می‌توانند ماژولهای اجرایی را به‌طور دینامیکی (پویا) بارگیری کنند.
از نظر عملی، ماژول‌های بارگذاری پویا به سادگی روشی انعطاف پذیرتر برای کار با تصویر سیستم عامل در زمان اجرا است - در مقایسه با راه اندازی مجدد با تصویر سیستم عامل متفاوت. ماژول‌ها امکان‌پذیر کردن آسان قابلیت‌های سیستم عامل را در صورت نیاز فراهم می‌کنند. ماژول‌های قابل بارگیری پویا هنگام مقایسه با ساخت ماژول در تصویر سیستم عامل، سربار کوچکی را متحمل می‌شوند.
با این وجود، در بعضی موارد، بارگذاری ماژول‌ها به صورت پویا (در صورت نیاز) کمک می‌کند تا مقدار کد در فضای هسته به حداقل برسد. به عنوان مثال، برای به حداقل رساندن ردپای سیستم عامل برای دستگاه‌های تعبیه شده یا کسانی که منابع سخت‌افزاری محدود دارند؛ یعنی، یک ماژول بارگذاری نشده در حافظه دسترسی تصادفی کمیاب ذخیره می‌شود.

## نمونه‌هایی از معماری یکپارچه
هسته‌های یونیکس
- بی‌اس‌دی
  - فری‌بی‌اس‌دی
  - نت‌بی‌اس‌دی
  - اپن‌بی‌اس‌دی (به انگلیسی: OpenBSD)
  - سولاریس ۱/سان‌اُاِس 1.x.4-x
- یونیکس سیستم پنج(به انگلیسی: UNIX System V)
  - ای‌آی‌اکس آی‌بی‌ام (به انگلیسی: IBM AIX)
  - اچ‌پی-یواکس یا یونیکس هیولت پکارد (به انگلیسی: HP-UX (Hewlett-Packard UniX))
- هسته‌های شبه‌یونیکس
  - لینوکس
- داس
  - دی‌آر-داس (به انگلیسی: DR-DOS)
  - ام‌اس-داس
    - ویندوزهای سری 9X مایکروسافت. (ویندوز ۹۸، ویندوز ۹۵، ویندوز ام‌ای، ویندوز ۹۸ سری دوم (اس‌ای))
- اپن وی‌ام‌اس
- اکس‌تی‌اس ۴۰۰